# Audi A6 e-tron
Audi A6 e-tron — це електромобіль, представлений 31 липня 2024 року.
Він доступний у кузовах седан і універсал і побудований на платформі PPE.

## Історія

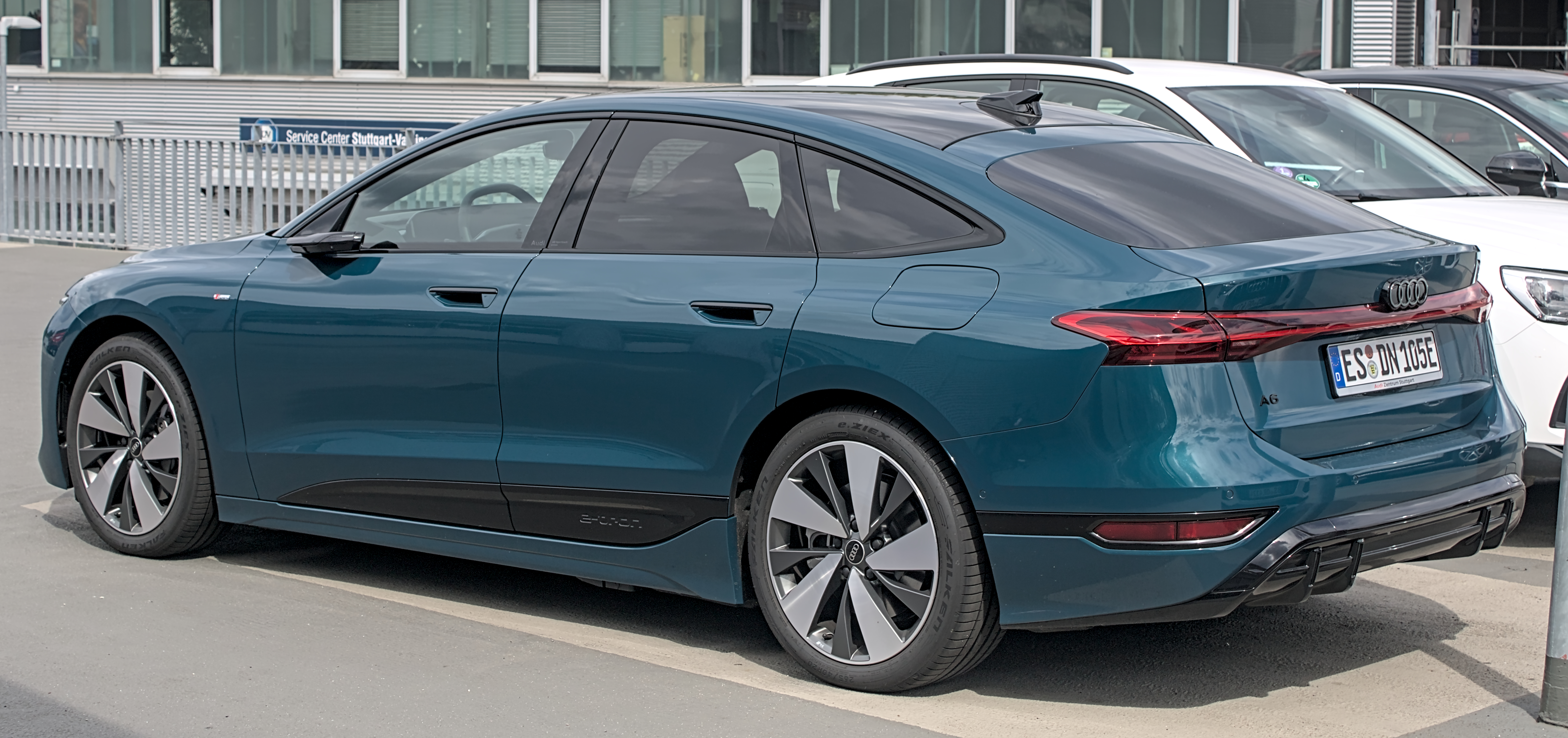
Audi A6 e-tron

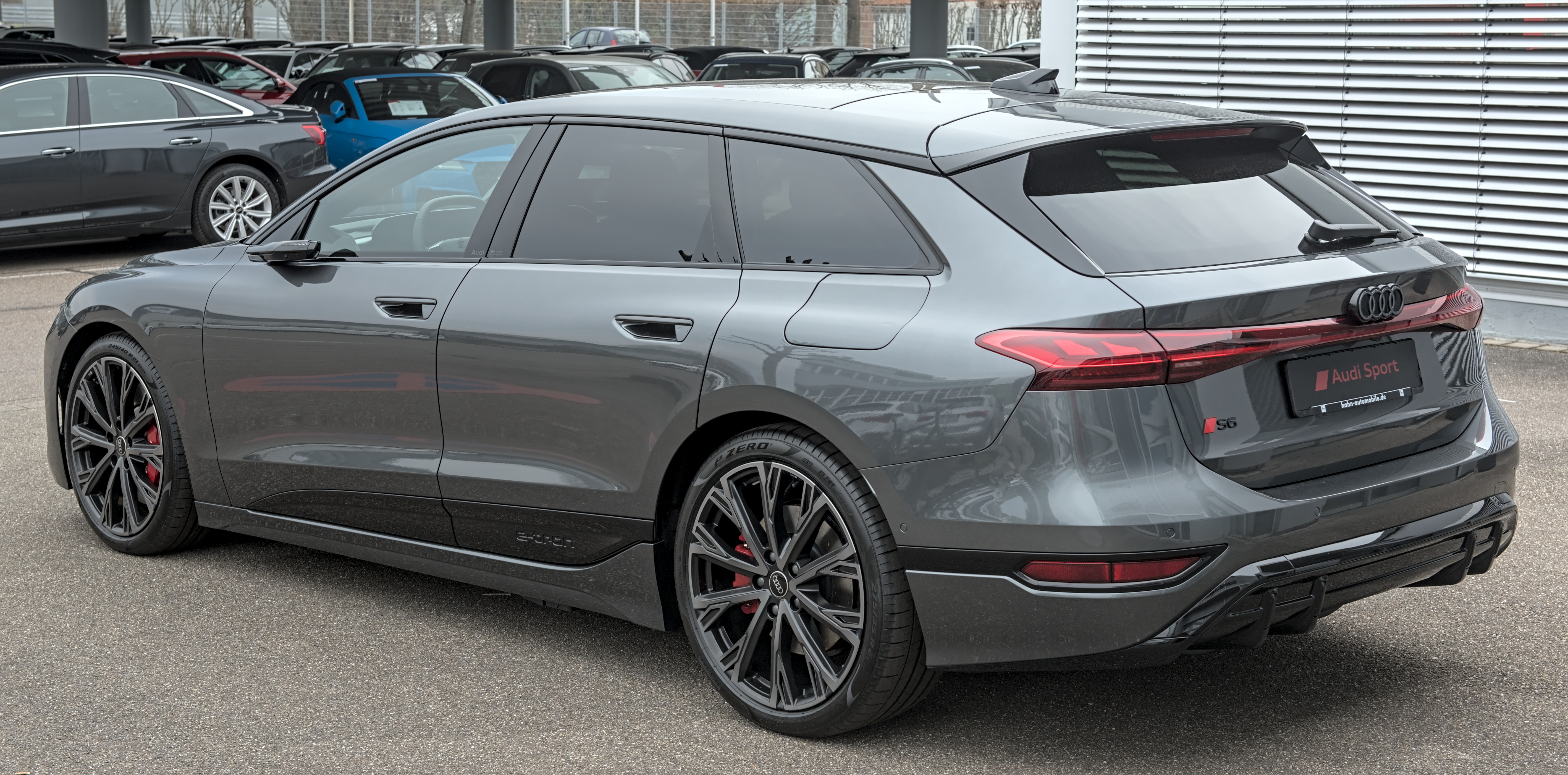
Audi S6 Avant e-tron

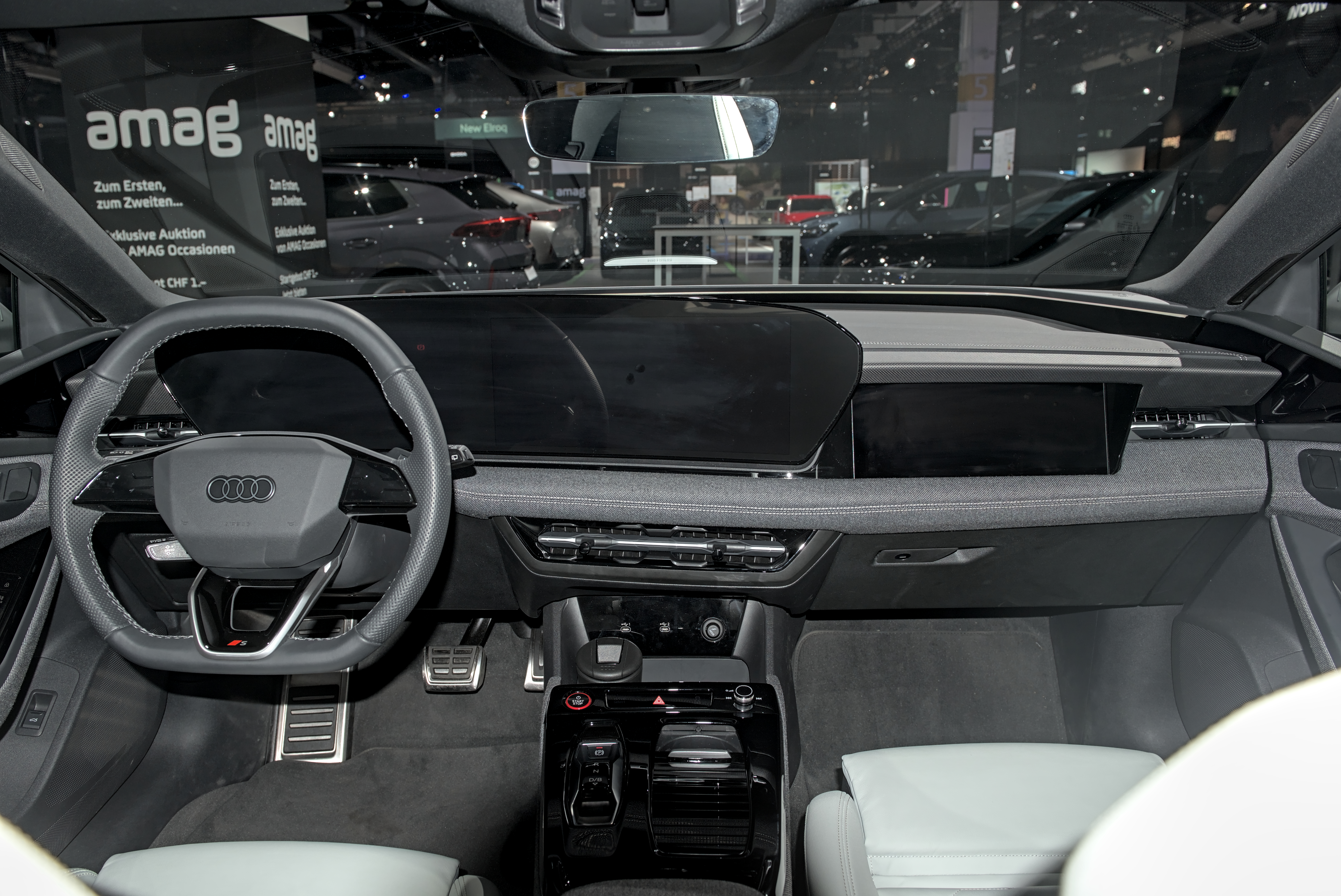

Концепт має кузов Sportback, 22-дюймові колеса, світлодіодні проектори, вбудовані в кожну сторону кузова, акумулятор на 100 кВт/год.  Автомобіль було представлено на Auto Shanghai 2021, а потім на Міланському тижні дизайну 2021.
У 2022 році був представлений концепт Avant.
31 липня 2024 року Audi представила серійний A6 e-tron, який, як і презентували, став електрокаром. Доступні два варіанти кузова: Sportback (ліфтбек) та Avant (універсал). Замовити автомобілі можна із вересня 2024 року. Ціна на момент старту продажів становить 75600 євро.

## Модифікації
- 210 kW (286 к.с.) (A6)
- 269 kW (366 к.с.) (A6 Performance)
- 315 kW (428 к.с.) (A6 Quattro)
- 370 kW (503 к.с.) (S6 Quattro)